# 藤本淳
藤本 淳（ふじもと あつし、1967年 - ）は、日本の音響監督。山口県出身。東京音楽音響ビジネス専門学院卒業。

## 作品

### 映画
- 夏休みのような1ヵ月（2008年11月29日）
- 弁天通りの人々（2009年5月16日）
- 時空警察ハイペリオン（2009年7月25日）
- 修羅の統一（2009年8月8日公開）選曲効果
- アンダンテ 稲の旋律（2010年1月23日）
- 特命女子アナ 並野容子 LOVE IS OVER（2010年8月7日）
- お前の母ちゃんBitch!（2010年9月25日）
- 修羅の覇道（2011年4月23日）選曲効果
- 修羅の花道（2012年1月1日）選曲効果
- 仁義の戦い（2012年6月23日）選曲効果
- 激動の疵（2012年7月28日）選曲効果
- 逢いびき（2014年6月21日）
- 日本やくざ抗争史 西成抗争（2014年9月6日）音響効果
- 日本やくざ抗争史 関東城北戦争（2014年9月27日）音響効果
- LAST LOVE 愛人（2014年10月4日）
- 妻が恋した夏（2014年10月11日）
- 日本やくざ抗争史 絶縁（2014年11月22日）音響効果
- 愛の果実（2014年11月29日）
- 農家の嫁 あなたに逢いたくて（2014年12月6日）
- 誘惑は嵐の夜に（2016年2月20日）
- 母の恋人（2016年2月25日）
- 覇王 凶血の系譜（2016年）効果・整音
- CONFLICT 〜最大の抗争〜（2016年5月28日）音響効果
- 便利屋エレジー（2017年6月24日）音楽／音響効果
- 帰ってきたバスジャック（2017年7月8日）音響効果
- ブレイブX 極道十勇士（2017年8月31日）音響効果
- 任侠哀歌(エレジー)（2018年）音響効果
- 聖域 組長の最も長い一日（2018年）効果
- 侠の絆（2018年）音楽効果
- 疵と掟1,2（2018年）音響効果・整音・MA
- 夜明けまで離さない（2018年10月27日）音響効果
- 農家の嫁は、取り扱い注意!（2021年4月2日）音響効果
- 修羅の世界（2022年1月29日）音響効果・選曲
- 劇場版 山崎一門〜日本統一〜（2022年9月23日）音響効果・選曲
- 虎の流儀（2022年9月30日）音響効果・選曲
- 田村悠人 ISOLATED（2025年6月6日）音響効果・整音

### テレビドラマ
- 陰陽少女（2004年、京都放送・テレビ神奈川・テレビ埼玉）
- HANOKA 葉ノ香（2006年、キッズステーション・テレ玉・テレビ神奈川・AT-X）
- デビルシャドー（2007年、テレビ神奈川・チバテレビ・三重テレビ、）
- 時空警察ヴェッカーシグナ（2007年、TOKYO MX）
- パセリ（2007年、独立UHF系13局）
- 日本統一 北海道編（2022年、北海道文化放送）音響効果
- 日本統一 関東編（2023年、日本テレビ）音響効果・整音

### アニメ
- HANOKA〜葉ノ香〜（2006年、キッズステーション）

### Vシネマ
- 詐話師（1997年）音効
- ザ・スクープ 狙う女（2002年）音響効果
- 首領への道 完結編（2005年）選曲効果
- 武闘派極道史 竹中組〜組長邸襲撃事件〜（2005年）効果
- 武闘派極道史 〜八西会跡目抗争〜（2006年）効果
- 首領がゆく（2006年）選曲効果
- 修羅外道 本家襲撃（2006年）音楽効果
- 女囚Σ(シグマ)（2006年）
- 女子競泳反乱軍（2007年）音響効果
- 野獣(クーガ)の檻 Nami第42雑居房（2007年）音楽
- 艶恋師（2007年）効果・音楽
- 高レート裏麻雀列伝 むこうぶち（2007年）音効
- 組長×射殺〜敵を狩れ〜（2007年）効果
- 組長×射殺〜首領を撃て〜（2007年）効果・MA
- 極道の紋章（2007年）効果
- 平成清水一家（2007年）選曲効果
- 実録・手打ち破り（2007年）選曲効果・MA
- ビジネスマン必勝講座 ヤクザに学ぶ交渉力（2007年）選曲効果
- ビジネスマン必勝講座 ヤクザに学ぶ指導力（2007年）選曲効果
- 実録・国粋 竜侠（2007年）選曲効果
- 大阪やくざ戦争 誤爆の代償（2007年）効果・MA
- ビジネスマン必勝講座 ヤクザに学ぶ経済戦術（2007年）音響効果
- ビジネスマン必勝講座 ヤクザに学ぶカリスマ性（2008年）音響効果
- 実録・無敵道（2008年）効果
- D.Dブレイカーりりあ 暗黒夢破壊譚 ACT-01 RIRIA（D.D BREAKER）（2008年）
- 新・首領への道（2008年）選曲効果
- 首領の野望（2008年）選曲効果
- 修羅の妻(おんな)たち 〜射殺者の妻、その愛〜 (2008年）選曲・効果
- 修羅の妻(おんな)たち 〜鉄砲玉の女〜 (2008年）選曲・効果
- 修羅之魂（2008年）選曲効果
- 恐喝一代記（2008年）選曲効果
- 侠宴 〜実録・阿形充規の半生〜（2009年）選曲効果
- 実説・沖縄ヤクザ抗争 いくさ世(ゆ) アシバー 上原勇一（2009年）選曲効果
- 野望への挑戦（2009年）選曲効果
- 新・鯨道 侠魂（2009年）選曲効果
- ヤクザ大辞典（2009年）選曲・効果
- 実録・悪漢（2009年）選曲・効果
- 白竜7（2009年）音響効果
- 九州激動の1520日 新・誠への道（2009年）音響効果
- 殺しの挽歌（2010年）選曲効果
- 実録・大阪ミナミの顔(つら)（2010年）選曲効果
- 兄弟の墓場（2010年）選曲効果
- 裏盃の軍団（2010年）選曲効果
- 総長を護れ（2010年）選曲効果
- あにき（2010年）選曲効果
- 実録・若頭（2010年）選曲効果
- 破門（2010年）選曲効果
- 新☆四角いジャングル（2010年）選曲効果
- 新・日本暴力地帯（2010年）音響効果
- バウンティハンター（2011年）選曲効果
- 花と蝶（2011年） - 選曲効果
- 跡目奪還（2011年）選曲効果
- 不動（2011年）選曲効果
- 大阪風紀委員会（2011年）選曲効果
- 新・野望の軍団（2011年）選曲効果
- 悪(ワル)と呼ばれた男（2011年）選曲効果
- 堕悪 〜DARK〜（2011年）選曲効果
- この男たち、凶暴にて。（2011年）選曲・効果
- 狼たちの掟（2011年）選曲効果
- リベンジ〜血の報復〜（2011年）選曲効果
- 極道忠臣蔵（2011年）選曲効果
- 外道軍団（2011年）選曲効果
- 首領の道（2011年 - 2015年） - 選曲効果
- 傷だらけの侠達（2012年）選曲効果
- 武闘派（2012年）選曲効果
- 伝説になった男たち（2012年）音響効果
- 西成の顔(つら)（2012年）選曲効果
- 仁義の聖戦 ジャックナイフ（2012年）選曲効果
- 凶という名の極道（2012年）選曲効果
- 荒らぶる侠(おとこ)（2013年）選曲効果
- 孤独の仁義（2013年）選曲・効果
- 血掟(おきて)（2013年）選曲効果
- チンピラ（2013年）選曲・音響効果
- ハイエナ（2013年）選曲効果
- 獅子の復讐（2013年）整音効果
- 血塗れの報復（2013年）音響効果
- 分裂（2013年）選曲効果
- 日本統一（2013年 - ）整音効果
- 不動の仁義（2013年）選曲効果
- フラワー（2013年）選曲効果
- 日本犯罪史〜欲望の穴〜（2013年）選曲効果
- 日本犯罪史〜飼育の罠〜（2013年）選曲効果
- 日本犯罪史〜偽造の快楽〜（2013年）選曲効果
- ゲバルト（2014年）音響効果
- 盃外交（2014年）選曲効果
- 最強独立組織（2014年）選曲効果
- 西日本最大の抗争（2014年）選曲効果
- 除籍 血濡れの怪文書（2014年）選曲効果
- 最後の極道（2014年）選曲効果
- 三代目代行（2014年）全6作 音響効果
- 新・極道の紋章（2014年）音響効果
- 関東極道連合会（2014年）全5作 音響効果
- 日本やくざ抗争史 首領襲撃（2014年）音響効果
- 極道の教典（2014年）音響効果
- 新・年少バトルロワイヤル2,3（2014年）音響効果
- 制覇3-20（2015年-20179年）音響効果
- 仁義なきやくざ（2015年）音響効果
- 日本やくざ抗争史 巨大組織分裂（2015年）音響効果
- 日本やくざ抗争史 広島抗争（2015年）音響効果
- 日本やくざ抗争史 殺しの軍団（2015年）音響効果
- 首領の道 Season2（2015年）音楽・効果
- 代紋の墓場（2015年）音響効果
- 九州極道戦争（2016年）音響効果
- 若頭暗殺史 修羅の男たち（2016年）音響効果
- 極道の掟（2016年）音響効果
- 裏切りの仁義（2017年）選曲・音響効果
- 頂点(てっぺん)（2017年）音響効果
- 狂犬と呼ばれた男たち カリスマヤクザ（2017年）音響効果
- 狂犬と呼ばれた男たち 外道ヤクザ（2017年）音響効果
- 狂犬と呼ばれた男たち 大阪ヤクザ戦争（2017年）音響効果
- 首都抗争（2017年）音楽効果
- 哀しき抗争（2017年）音響効果
- 極道黙示録（2017年）音楽効果
- 發の竜 〜逆転の闘牌〜（2017年）選曲
- 大激突 果てなき抗争（2018年）音響効果
- 極道天下布武（2018年）音響効果
- 覇者の掟（2018年 - 2019年）音響効果・MA
- 疵と掟3（2019年）音響効果
- 歌舞伎町黒社会（2019年）音響効果
- 組織を震撼させた男（2019年）音響効果
- 日本統一外伝 川谷雄一（2019年）音響効果・選曲
- CONFLICT 〜最大の抗争〜 外伝 織田征仁（2019年）音響効果
- GOKU・OH 極王（2019年 - 2020年）全6作 音響効果
- キングダム 〜首領になった男〜（2019年）音響効果・選曲
- 影と呼ばれた男たち シリーズ（2019年 - 2020年）音響効果・MA
- 日本統一外伝 〜山崎一門〜（2020年）音響効果
- 権力の階段 〜総理への道〜（2020年）音響効果
- 日本統一 エピソード集（2021年）音楽効果・選曲
- 極道の紋章レジェンド（2021年-）音響効果・MA